# Here Comes the Sun
Here Comes the Sun – utwór brytyjskiego zespołu The Beatles z albumu Abbey Road napisany przez George’a Harrisona.

## Wykonawcy
- George Harrison – wokal wiodący, wokal wspierający, gitara akustyczna, syntezator Mooga
- Paul McCartney – wokal wspierający, gitara basowa
- Ringo Starr – perkusja
- Orkiestra – cztery altówki, cztery wiolonczele, kontrabas, dwa piccolo, dwa flety, dwa klarnety